# Шиликты (Павлодарская область)
Шиликты (каз. Шілікті) — село в Актогайском районе Павлодарской области Казахстана. Входит в состав Жолболдинского сельского округа. Код КАТО — 553241200.

## Население
В 1999 году население села составляло 202 человека (98 мужчин и 104 женщины). По данным переписи 2009 года, в селе проживало 126 человек (62 мужчины и 64 женщины).